# Jorge Alberto Mendonça
Jorge Alberto Mendonça Paulino (Luanda, 19 september 1938) is een Angolese profvoetballer die in de jaren vijftig en zestig van de twintigste eeuw als aanvaller in de Spaanse competitie speelde. Mendonça liet zich naturaliseren tot Portugees.
Mendonça tekende in 1958 bij Atlético de Madrid. Bij de Madrileense club kende de Angolees veel succes met een landstitel (1966), driemaal bekerwinst (1960, 1961, 1965) en de Europa Cup II (1962). Bovendien maakte Mendonça op 7 maart 1965 de winnende treffer in Estadio Santiago Bernabéu in de derby tegen Real Madrid. Het betekende de eerste thuisnederlaag van Los Merengues in 121 competitieduels. 
In 1967 vertrok Mendonça naar FC Barcelona, maar zijn periode bij de Catalaanse club was een stuk minder succesvol. Hoewel hij in 1968 een vierde Copa de Generalísimo op zijn palmares kon bijschrijven, moest Mendonça vaak genoegen nemen met een plaats op de reservebank. In 1969 vertrok de Angolees naar Real Mallorca, waar hij slechts één jaar zou spelen.

## Statistieken
| seizoen | club               | land   | competitie       | wed. | goals |
| ------- | ------------------ | ------ | ---------------- | ---- | ----- |
| 1958/59 | Atlético de Madrid | Spanje | Primera División | 18   | 6     |
| 1959/60 | Atlético de Madrid | Spanje | Primera División | 12   | 4     |
| 1960/61 | Atlético de Madrid | Spanje | Primera División | 14   | 3     |
| 1961/62 | Atlético de Madrid | Spanje | Primera División | 23   | 8     |
| 1962/63 | Atlético de Madrid | Spanje | Primera División | 20   | 7     |
| 1963/64 | Atlético de Madrid | Spanje | Primera División | 9    | 2     |
| 1964/65 | Atlético de Madrid | Spanje | Primera División | 25   | 13    |
| 1965/66 | Atlético de Madrid | Spanje | Primera División | 24   | 10    |
| 1966/67 | Atlético de Madrid | Spanje | Primera División | 23   | 6     |
| 1967/68 | FC Barcelona       | Spanje | Primera División | 26   | 7     |
| 1968/69 | FC Barcelona       | Spanje | Primera División | 7    | 2     |
| 1969/70 | Real Mallorca      | Spanje | Primera División | 5    | 2     |